# Parcs nacionals de Tunísia
Tunísia té actualment vuit parcs nacionals, a més de 16 reserves naturals i més de 250 zones humides.
Els parcs són:
- Parc Nacional de les illes Zembra i Zembretta
- Parc Nacional d'Ichkeul
- Parc Nacional de Chaambi (Chambi)
- Parc Nacional de Bou Hedma (Bouhedma)
- Parc Nacional de Boukornine
- Parc Nacional de Feïdja (Feija o Feiija)
- Parc Nacional de Jbil (Jebil)
- Parc Nacional de Sidi Toui

Dos més estan en fase de preparació: el de Djebel Zaghouan amb dos mil hectàrees i el Djebel Orbata amb tres mil. També hi ha previst la creació de més reserves naturals.
La norma jurídica deriva del codi forestal promulgat el 1966 i refós el 1988. L'accés als parcs requereix autorització prèvia. Els parcs depenen de la Direcció general dels boscos, organisme del Ministeri d'agricultura i recursos hidràulics.